# Піттмен (Флорида)
Піттмен (англ. Pittman) — переписна місцевість (CDP) в США, в окрузі Лейк штату Флорида. Населення — 227 осіб (2020).

## Географія
Піттмен розташований за координатами 28°59′51″ пн. ш. 81°38′43″ зх. д. / 28.99750° пн. ш. 81.64528° зх. д. (28.997414, -81.645281).  За даними Бюро перепису населення США в 2010 році переписна місцевість мала площу 3,34 км², з яких 3,27 км² — суходіл та 0,07 км² — водойми.

## Демографія
Згідно з переписом 2010 року, у переписній місцевості мешкало 180 осіб у 79 домогосподарствах у складі 60 родин. Густота населення становила 54 особи/км².  Було 84 помешкання (25/км²).
Расовий склад населення:
| - 93,3 % — білих - 6,1 % — чорних або афроамериканців - 0,6 % — азіатів |

До двох чи більше рас належало 0,0 %. Частка іспаномовних становила 2,2 % від усіх жителів.
За віковим діапазоном населення розподілялося таким чином: 13,9 % — особи молодші 18 років, 62,8 % — особи у віці 18—64 років, 23,3 % — особи у віці 65 років та старші. Медіана віку мешканця становила 54,0 року. На 100 осіб жіночої статі у переписній місцевості припадало 102,2 чоловіків;  на 100 жінок у віці від 18 років та старших — 96,2 чоловіків також старших 18 років.
Середній дохід на одне домашнє господарство  становив 77 960 доларів США (медіана — 72 000), а середній дохід на одну сім'ю — 76 775 доларів (медіана — 65 313). За межею бідності перебувало 22,6 % осіб, у тому числі 50,0 % дітей у віці до 18 років та 0,0 % осіб у віці 65 років та старших.
Цивільне працевлаштоване населення становило 95 осіб. Основні галузі зайнятості: виробництво — 40,0 %, освіта, охорона здоров'я та соціальна допомога — 33,7 %, роздрібна торгівля — 10,5 %, оптова торгівля — 5,3 %.